# 窒化スカンジウム
窒化スカンジウム(Scandium nitride)は、III-V間接遷移半導体である。スカンジウム陽イオンと窒化物陰イオンから構成される。昇華と再凝縮により、タングステンホイル上に結晶を成長させることができる。格子定数0.451 nmの岩塩型結晶構造であり、間接遷移が0.9 eV、直接遷移が2-2.4 eVである。これらの結晶は、窒素ガスをインジウム-スカンジウム溶融物に溶解し、マグネトロンスパッタ堆積、分子線エピタキシー法、ハイドライド気相成長法やその他の沈殿法により合成することができる。窒化スカンジウムは、二酸化ケイ素または二酸化ハフニウム基板上の半導体の効果的なゲートでもある。